# Anopheles pseudotibiamaculatus
Anopheles pseudotibiamaculatus is een muggensoort uit de familie van de steekmuggen (Culicidae). De wetenschappelijke naam van de soort is voor het eerst geldig gepubliceerd in 1941 door Galvão & Barretto.